# Línea 117 (EMT Madrid)
La numeración 117 ha sido usada en la EMT Madrid en tres ocasiones, junto a las numeraciones 11 y 33, son las únicas usadas en tres líneas completamente distintas, pero esta es la única numeración de las tres que no se usa hoy en día. 
La primera línea que llevó la numeración estuvo en servicio entre el 14 de enero y el 27 de marzo de 1980 con el recorrido Embajadores - Colonia San José Obrero, heredado de la antigua línea periférica P-17. Fue suprimida al crearse la línea 47 con raya, actual 247, y variante de la 47.
La segunda línea numerada como 117 circuló con el recorrido Pacífico - Pirámides entre el 29 de septiembre de 1986 y abril de 1992, cuando fue suprimida al ampliarse las líneas 18 entre Legazpi y Pirámides y 148 entre Legazpi y el Puente de Vallecas.
La tercera y última línea 117 circuló con el recorrido Aluche - Colonia San Ignacio de Loyola, siendo la que más duró de las tres, operando desde el 22 de junio de 1996 hasta el 22 de septiembre de 2019, momento en el que fue integrada en la línea 138.

## La línea 117 entre 1996 y 2019: Aluche - San Ignacio de Loyola
Esta era una línea de barrio que acercaba a los habitantes de la Colonia San Ignacio de Loyola al intercambiador multimodal de Aluche. Tenía circuito neutralizado dentro de la Colonia, concretamente desde la intersección de Rafael Finat y Blas Cabrera en adelante, donde la línea no pasaba por las mismas vías de ida que de vuelta.

### Frecuencias
| de lunes a viernes laborables |           |
| de 6:00 a 7:00                | 10-15 min |
| de 7:00 a 23:00               | 10 min    |
| sábados laborables            |           |
| de 6:00 a 8:00                | 15-21 min |
| de 8:00 a 23:00               | 15 min    |
| domingos y festivos           |           |
| de 7:00 a 8:00                | 15-16 min |
| de 8:00 a 23:00               | 15 min    |

### Recorrido y paradas

#### Sentido Colonia San Ignacio de Loyola
La línea iniciaba su recorrido en la calle Maqueda, junto a la estación de Aluche, donde establecía correspondencia con las redes de Metro de Madrid y Cercanías Madrid así como multitud de líneas urbanas e interurbanas de autobús. Desde aquí giraba por el tramo final de la calle Valmojado y se dirigía hacia la Avenida de Las Águilas.
Circulaba brevemente por la Avenida de Las Águilas y giraba a la izquierda para incorporarse a la calle Rafael Finat, por la que se adentraba en la Colonia San Ignacio de Loyola.
Dentro de la colonia, recorría la calle Rafael Finat hasta la intersección con la Avenida de la Aviación, donde giraba a la derecha para incorporarse a esta, que recorría hasta girar de nuevo a la derecha por la calle Mirabel, por la que llegaba a la Plaza de Cuacos de Yuste, salía de esta por la calle Oliva de Plasencia, que desembocaba en la calle de Blas Cabrera, donde tenía su cabecera.
| Código | Parada                              | Común con  | Conexiones con Metro y Cercanías | Otros |
| ------ | ----------------------------------- | ---------- | -------------------------------- | ----- |
| 5297   | MAQUEDA-VALMOJADO (dársena raqueta) |            | Aluche                           |       |
| 575    | Intercambiador de Aluche            | 17         | Aluche                           |       |
| 4505   | Junta Municipal Latina              | 17 139 155 |                                  |       |
| 578    | Rafael Finat-Avenida de las Águilas | 17 483 487 |                                  |       |
| 580    | Rafael Finat-Valle Inclán           | 17 483 487 |                                  |       |
| 582    | Rafael Finat-José de Cadalso        | 17         |                                  |       |
| 3149   | Rafael Finat-Blas Cabrera           |            |                                  |       |
| 653    | Rafael Finat-Osa de la Vega         | 139        |                                  |       |
| 651    | Avenida de la Aviación-Valle Inclán | 139        |                                  |       |
| 3809   | Avenida de la Aviación-Navalmoral   | 39 139     |                                  |       |
| 5159   | Avenida de la Aviación-Mirabel      | 39 139     |                                  |       |
| 3150   | Cuacos de Yuste                     |            |                                  |       |
| 374    | Oliva de Plasencia                  | 34 39      |                                  |       |
| 585    | Blas Cabrera-Oliva de Plasencia     | 17 34 139  |                                  |       |

#### Sentido Aluche
La línea iniciaba su recorrido en la calle Blas Cabrera, en la intersección con la calle Oliva de Plasencia, circulando por esta calle hacia el sur hasta desembocar en la Avenida de Rafael Finat.
A partir de aquí, el recorrido era igual al de ida pero en sentido contrario.
| Código | Parada                              | Común con    | Conexiones con Metro y Cercanías | Otros |
| ------ | ----------------------------------- | ------------ | -------------------------------- | ----- |
| 585    | Blas Cabrera-Oliva de Plasencia     | 17 34 139    |                                  |       |
| 366    | Blas Cabrera-Rafael Finat           | 17 34 39 139 |                                  |       |
| 583    | Rafael Finat-José de Cadalso        | 17           |                                  |       |
| 581    | Rafael Finat-Valle Inclán           | 17 483 487   |                                  |       |
| 579    | Rafael Finat-Avenida de la Aviación | 17 483 487   |                                  |       |
| 5065   | Intercambiador de Aluche            |              | Aluche                           |       |
| 5297   | MAQUEDA-VALMOJADO (dársena raqueta) |              | Aluche                           |       |